# Мале Чисте
Мале Чисте (пол. Małe Czyste, нім. Reinau) — село в Польщі, у гміні Стольно Хелмінського повіту Куявсько-Поморського воєводства.
Населення — 541 особа (2011).
У 1975-1998 роках село належало до Торунського воєводства.

## Демографія
Демографічна структура станом на 31 березня 2011 року:
|          | Загалом | Допрацездатний вік | Працездатний вік | Постпрацездатний вік |
| -------- | ------- | ------------------ | ---------------- | -------------------- |
| Чоловіки | 272     | 60                 | 187              | 25                   |
| Жінки    | 269     | 53                 | 159              | 57                   |
| Разом    | 541     | 113                | 346              | 82                   |